# Réserve naturelle de Horta
La réserve naturelle de Horta est une réserve naturelle norvégienne de l'archipel de Horta dans la commune de Leka, Trøndelag. La zone a été créé en 2003, avec  la zone de protection animale de Horta. Les deux aires protégées ont été nommées Site Ramsar.
La réserve naturelle se compose de trois sites sur un total de 7,5 km2, y compris sur et autour de l'îlot de Fulmen. La zone de protection animalière s'étend sur 24 km2, est située autour des trois sites et joue le rôle de  zone tampon entre les sites. 
Horta est une des importantes zones de reproduction pour le goéland brun, le cormoran huppé, le grand cormoran, le guillemot à miroir et le plongeon catmarin.